# Kupfer(I)-nitrid
Kupfer(I)-nitrid ist eine anorganische chemische Verbindung des Kupfers aus der Gruppe der Nitride.

## Gewinnung und Darstellung
Kupfer(I)-nitrid kann durch Reaktion von Kupfer(II)-fluorid mit Ammoniak bei 280 °C gewonnen werden.
{\displaystyle \mathrm {6\ CuF_{2}+4\ NH_{3}\longrightarrow 2\ Cu_{3}N+N_{2}+12\ HF} }

## Eigenschaften
Kupfer(I)-nitrid ist ein dunkelgrüner Feststoff, der bei Zimmertemperatur an der Luft beständig ist. Bei 400 °C erfolgt mit Sauerstoff Oxidation unter starkem Aufglühen. Im Vakuum erfolgt bei etwa 450 °C spontane Zersetzung. Die Verbindung ist löslich in verdünnten Mineralsäuren und konzentrierter Salzsäure unter Bildung des entsprechenden Ammoniumsalzes und teilweiser Bildung von Kupfer. Stürmische Zersetzung erfolgt bei Kontakt mit konzentrierter Schwefel- und Salpetersäure. Kupfer(I)-nitrid besitzt eine kubische Kristallstruktur (anti-Rheniumtrioxid-Struktur) mit der Raumgruppe Pm3m (Raumgruppen-Nr. 221). Der Gitterparameter ist a = 381 pm.